# Galeria da Ribeira Seca
A Galeria da Ribeira Seca é uma gruta portuguesa localizada na Vila de São Sebastião, concelho de Angra do Heroísmo, ilha Terceira, arquipélago dos Açores.
Esta cavidade apresenta uma geomorfologia de origem vulcânica em forma de tubo de lava localizada em vale.